# Black Books (Jung)
Les Black Books sont une collection de sept journaux privés enregistrés par Carl Gustav Jung principalement entre 1913 et 1932. Ils ont été appelés les "Livres noirs" en raison de la couleur des couvertures des cinq derniers journaux (les deux premiers journaux ont en fait une couverture marron).
La partie du récit du journal qui présente un intérêt particulier commence dans le deuxième des sept journaux, dans la nuit du 12 novembre 1913. La motivation de Jung était de mener une "expérience" difficile sur lui-même consistant en une confrontation avec le contenu de son esprit, sans prêter attention aux événements quotidiens de sa vie ordinaire. Les entrées de journal se poursuivent sur plusieurs années consécutives et remplissent les six cahiers suivants. Dans ces cahiers, Carl Jung a enregistré ses expériences imaginatives et visionnaires au cours de la période de transformation qui a été appelée sa «confrontation avec l'inconscient».
Ce registre d'expériences a servi de base au texte du Livre rouge de Jung : Liber Novus . La majorité des entrées de journal ont été faites avant 1920, mais Jung a continué à faire des entrées occasionnelles jusqu'en 1932 au moins  Bien que les "Livres noirs" soient référencés et parfois cités par Sonu Shamdasani dans son éditorial du Livre rouge : Liber Novus, les livrets n'étaient pas, auparavant, disponibles pour la recherche académique.

## Contexte et contenu
Jung a enregistré ses fantasmes ou visions délibérément sollicités dans les "Black Books". Ces carnets sont le registre clinique quotidien de Jung de ce qu'il nomme son «expérience la plus difficile», ou de ce qu'il décrit plus tard comme «un voyage de découverte vers l'autre pôle du monde». Plus tard, il a appelé le processus "l'imagination mythopoétique". Les événements et les visions ont été enregistrés tous les soirs dans les carnets "Black Book". La première entrée du 12 novembre 1913 commence par cette déclaration :
Mon âme, mon âme, où es-tu ? Vous m'entendez? Je parle, je t'appelle, es-tu là ? Je suis revenu, je suis de nouveau ici. J'ai secoué la poussière de tous les pays de mes pieds, et je suis venu à toi, je suis avec toi. Après de longues années de longues errances, je reviens vers toi. . . . Me connais-tu encore ? Combien de temps a duré la séparation ! Tout est devenu si différent. Et comment t'ai-je trouvé ? Comme mon voyage était étrange ! Quels mots dois-je utiliser pour vous dire sur quels chemins tortueux une bonne étoile m'a guidé jusqu'à toi ? Donne-moi ta main, mon âme presque oubliée. Qu'elle est chaude la joie de te revoir, âme longtemps désavouée. La vie m'a ramené à toi. . . . Mon âme, mon voyage doit continuer avec toi. Je vais errer avec toi et m'élever dans ma solitude.
Les enregistrements se sont poursuivis avec une intensité croissante tout au long de l'été 1914. Une pause dans les entrées de journal est survenue entre juin 1914 et la fin de l'été 1915. Au cours de cette période, Jung a rédigé son premier manuscrit du Liber Novus.
Après le déclenchement de la Première Guerre mondiale en août 1914, Jung a perçu que ses expériences visionnaires au cours de l'année précédente avaient été non seulement d'une pertinence personnelle, mais liées à un moment culturel crucial. À la fin de 1914 et en 1915, il compila les visions de trois des journaux achevés, ajoutant un commentaire sur chaque épisode imaginatif, dans un projet de manuscrit. Ce projet de texte a servi d'introduction au Livre rouge .
En août 1915, après avoir terminé une première ébauche du Liber Novus, les événements visionnaires et les entrées dans son journal ont repris. En 1916, Jung avait rempli six des sept carnets. Les entrées deviennent plus sporadiques après l'année 1920, mais des entrées occasionnelles ont été ajoutées au septième et dernier "Livre noir" jusqu'en 1932 au moins 

La biographe Barbara Hannah, qui était proche de Jung tout au long des trois dernières décennies de sa vie, a comparé les expériences imaginatives de Jung racontées dans ses journaux à la rencontre de Ménélas avec Protée dans l' Odyssée . Jung, dit-elle, « s'est donné pour règle de ne jamais laisser un ou plusieurs personnages qu'il rencontrait partir avant qu'ils ne lui aient dit pourquoi ils lui étaient apparus ». Dans son introduction au Liber Novus, Shamdasani explique :
« À partir de décembre 1913, il poursuit le même procédé : évoquer délibérément un fantasme à l'état de veille, puis y entrer comme dans un drame. Ces fantasmes peuvent être compris comme un type de pensée dramatisée sous forme picturale. . . . Rétrospectivement, il a rappelé que sa question scientifique était de voir ce qui se passait lorsqu'il éteignait la conscience. L'exemple des rêves indiquait l'existence d'une activité de fond, et il voulait lui donner la possibilité d'émerger, tout comme on le fait lorsqu'on prend de la mescaline." 
Les « Livres noirs » ont été édités par Sonu Shamdasani pour publication dans une édition en fac-similé : Les Livres noirs de CG Jung (1913-1932), éd. Sonu Shamdasani, (Stiftung der Werke von CG Jung & WW Norton & Company). Ils ont été publiés en octobre 2020.

En avant-première des informations sur cette publication, l'éditeur a expliqué plus en détail la relation entre les "Black Books" et le Red Book de Jung :
"Le texte du Livre rouge s'inspire du matériel des Livres noirs entre 1913 et 1916. Environ cinquante pour cent du texte de The Red Book dérive directement de The Black Books, avec une édition et un remaniement très légers. Les "Livres noirs" ne sont pas des journaux intimes, mais les enregistrements de l'auto-expérimentation unique que Jung a appelée sa "confrontation avec l'inconscient". Il n'a pas enregistré les événements quotidiens ou les événements extérieurs, mais ses imaginations actives et les représentations de ses états mentaux ainsi que ses réflexions sur ceux-ci. Le matériel que Jung n'a pas inclus dans Le Livre rouge est d'un intérêt égal au matériel qu'il a inclus." 